# Issaries, Inc.

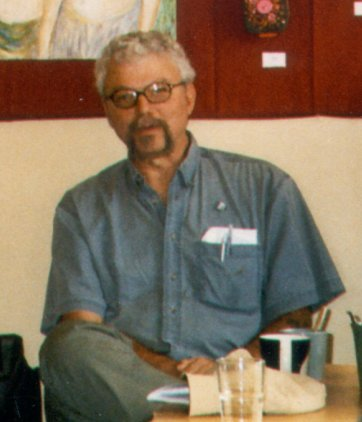
Greg Stafford, fundador de Issaries.

Issaries, Inc. es una editorial estadounidense fundada en 1998 por Greg Stafford para la publicación de material relacionado con la mitología y la fantasía, especialmente Glorantha, el universo de ficción del propio Stafford.

## Historia
Greg Stafford ya había sido fundador de su propia editorial de juegos, Chaosium, en 1975. Su editorial le servía pues para publicar tanto revistas, artículos o libros sobre Glorantha como juegos de tablero y de rol relacionados con Glorantha, en particular RuneQuest, el que fuera inicialmente el único juego de rol ambientado en ese mundo de fantasía. Sin embargo en el curso de los años 80 Stafford perdió los derechos de publicación de las marcas RuneQuest (debido a un contrato firmado con Avalon Hill, véase RuneQuest) y HeroQuest (debido a la no renovación de la marca registrada, véase HeroQuest). A partir de 1993 Stafford empezó entonces a crear un nuevo juego de rol ambientado en Glorantha pero llegado el momento de publicarlo sus colegas de Chaosium estimaron que la situación de crisis de la compañía no haría viable la publicación de un nuevo juego, por lo que Stafford decidió abandonar Chaosium en 1998 para fundar Issaries. Al año siguiente, en 1999, y gracias al generoso mecenazgo de los miembros de la Glorantha Tradind Association («asociación comercial de Glorantha», convocada tras el llamamiento de Stafford) Issaries se convierte en corporación (Issaries, Inc.) y publica en 2000 su primer juego de rol, Hero Wars, aquel en el que Stafford estaba trabajando desde 1993. En 2003 Stafford recupera por fin, para cuenta de Issaries, los derechos de publicación de las marcas HeroQuest y RuneQuest y publica en ese mismo año una edición revisada de Hero Wars, pero esta vez bajo el título de HeroQuest.
A partir de 2004 Issaries deja de publicar ella misma sus juegos de rol y los cede mediante licencia a otras editoriales. De este modo Mongoose Publishing publica en 2006 una cuarta edición de RuneQuest y Moon Design Publications publica en 2009 una segunda edición de HeroQuest, ambas bajo licienca de Issaries, Inc. En 2010 Mongoose ha publicado además una nueva edición de RuneQuest, a la que ha atribuido el título de RuneQuest II.

## Juegos de rol
Publicados por Issaries:
- Hero Wars[2] (2000)
- HeroQuest[3] (2003, con Steve Jackson Games como empresa distribuidora)

Publicados bajo licencia:
- RuneQuest[4] (2006, Mongoose Publishing)
- RuneQuest II[5] (2010, Mongoose Publishing)
- HeroQuest[6] (2009, segunda edición, la así llamada Tentacles Omega Edition, por Moon Design Publications)

## Los juegos de Issaries en castellano
- HeroQuest ha sido traducido al castellano y publicado en 2004 por la editorial sevillana Edge Entertainment.[7]

## Miscelánea
- «Issaries» es el nombre del dios del comercio en el sistema mitológico de Glorantha. Greg Stafford bautizó así la compañía para que su nueva editorial gozara de prosperidad económica.